# مارک ویلیامز (بازیکن فوتبال، زاده ۱۹۷۰)
مارک ویلیامز (انگلیسی: Mark Williams؛ زادهٔ ۲۸ سپتامبر ۱۹۷۰) بازیکن فوتبال اهل ایرلند شمالی است.
از باشگاه‌هایی که در آن بازی کرده‌است می‌توان به باشگاه فوتبال استوک سیتی، باشگاه فوتبال ویمبلدون، باشگاه فوتبال شروزبری تاون، باشگاه فوتبال چسترفیلد، باشگاه فوتبال واتفورد، کلمبوس کرو، باشگاه فوتبال ویمبلدون، باشگاه فوتبال میلتون کینز دونز اشاره کرد. وی همچنین در تیم ملی فوتبال ایرلند شمالی بازی کرده‌است.